# Twenty One Pilots (álbum)
Twenty One Pilots é o primeiro álbum de estúdio auto-titulado da banda norte-americana Twenty One Pilots, lançado independentemente em 29 de dezembro de 2009. O álbum vendeu 115 mil cópias e atingiu o número 139 na Billboard 200. É o único álbum que apresenta o baixista Nick Thomas e o baterista Chris Salih antes de ambos terem deixado a banda em 2011.

## Antecedentes
Algum tempo depois do lançamento do álbum, foi revelado que o álbum foi conceituado e gravado dentro do estúdio de gravação caseiro no porão da casa que Tyler Joseph, Nick Thomas, Chris Salih e o irmão de Thomas estavam hospedados na época. Além disso, enquanto a entrada foi fornecida dos outros membros da banda, a letra foi escrita principalmente por Joseph.

## Faixas
Todas as faixas escritas e compostas por Tyler Joseph. 
| N.º            | Título                      | Duração |  |
| 1.             | "Implicit Demand for Proof" | 4:52    |  |
| 2.             | "Fall Away"                 | 3:02    |  |
| 3.             | "The Pantaloon"             | 3:34    |  |
| 4.             | "Addict With a Pen"         | 4:47    |  |
| 5.             | "Friend, Please"            | 4:13    |  |
| 6.             | "March to the Sea"          | 5:32    |  |
| 7.             | "Johnny Boy"                | 4:39    |  |
| 8.             | "Oh Ms. Believer"           | 3:37    |  |
| 9.             | "Air Catcher"               | 4:13    |  |
| 10.            | "Trapdoor"                  | 4:37    |  |
| 11.            | "A Car, a Torch, a Death"   | 4:34    |  |
| 12.            | "Taxi Cab"                  | 4:46    |  |
| 13.            | "Before You Start Your Day" | 3:53    |  |
| 14.            | "Isle of Flightless Birds"  | 5:46    |  |
| Duração total: | Duração total:              | 62:08   |  |

## Créditos e pessoal
- Tyler Joseph – Vocal, piano, teclado, sintetizadores, bateria, progamação e orgão
- Nick Thomas – Guitarra, bateria, progamação e vocal de apoio
- Chris Salih – Bateria, percusão e vocal de apoio

## Desempenho nas tabelas musicas
| Tabela musical (2017)          | Melhor posição |
| ------------------------------ | -------------- |
| Estados Unidos (Billboard 200) | 139            |